# Syrau
Syrau é uma municipalidade no distrito de Vogtlandkreis, na Saxónia, Alemanha.